# Adam de la Bassée

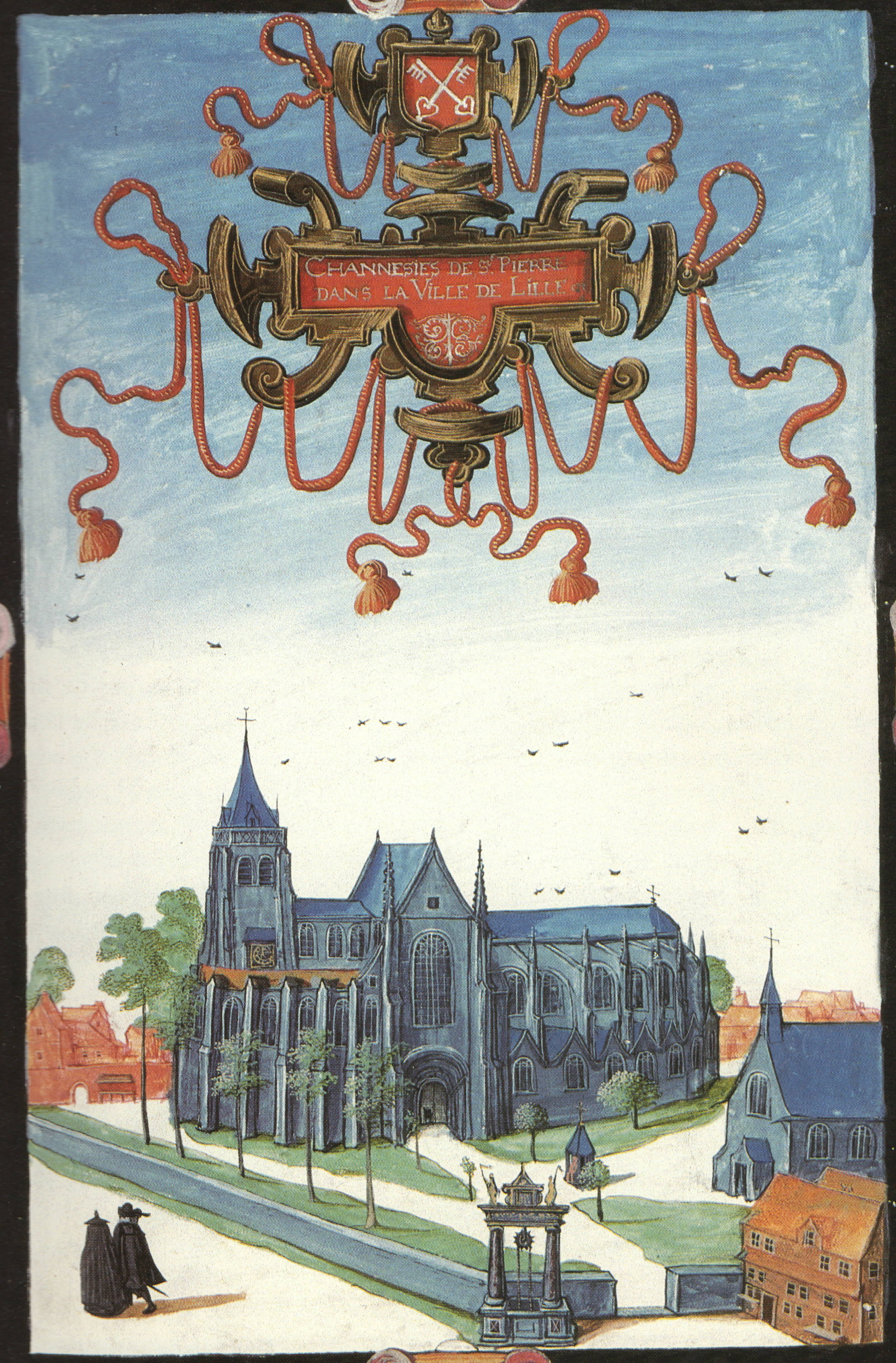
Sint-Pieterskerk (kapittelkerk) in Rijsel

Adam de la Bassée (overleden op 25 februari 1286) was kanunnik van de kapittelkerk Sint Pieter in Rijsel, en dichter en muzikant verbonden aan de kring van trouvères rond Arras. Rond 1280 componeerde hij de Ludus super Anticlaudianum ("Speelstuk op de Anticlaudianus"), een rijmende parafrase van Alanus van Rijsels gedicht Anticlaudianus. De Ludus is bewaard gebleven in een bekend manuscript, F-Lm 316 in de Bibliothèque Municipale Jean Levy in Rijsel, dat gedeeltelijk een werk van Adam zelf kan zijn.
Adams invloed is te zien in de ridderromans die rond Rijsel zijn gecomponeerd, en mogelijk ook in de Jeu de Robin et Marion, geschreven door Adam de la Halle nadat hij Arras in 1283 verliet. De vorm van de Ludus, "een uitgebreide muzikale bloemlezing ... waarin bijna elke hedendaagse religieuze en seculiere stijl is vertegenwoordigd", is mogelijk direct gekopieerd voor de Roman de Fauvel, gecomponeerd rond 1316. Adam was waarschijnlijk niet oud toen hij stierf, aangezien zijn zus twintig jaar later nog leefde.

## Ludus super Anticlaudianum
Volgens de proloog van het werk componeerde Adam het voor persoonlijk genot toen hij ziek was. Dit moet tussen 1279 en 1285 zijn geweest, en zijn eerste redacteur, Abbé Bayart, gaf er de voorkeur aan dat hij het in één seizoen in 1279 schreef. Zijn herbewerking van de Anticlaudianus maakt het eenvoudiger, meer uitgesproken christelijk en minder academisch.
De Ludus heeft dezelfde plot en boodschap als de Anticlaudianus, maar de allegorie en de breedte zijn veel beperkter, waardoor de Ludus meer leest als een volkstaalroman dan als een middeleeuws Latijnse dialoog. Het meest interessante aspect van de Ludus is de aanwezigheid van achtendertig (38) muziekstukken met (semi-)heilige teksten verspreid door het werk. Hiervan zijn er zesendertig (36) monofoon en twee polyfonie, terwijl twintig contrafacta zijn waarvan de modellen meestal expliciet worden genoemd in de rubrieken die de muziek begeleiden. De muzieknotatie van de Ludus is die van de seculiere chansonniers of van het gregoriaans.
Een van de originele stukken is een Agnus Dei in tweedelige conductus. Onder de andere stukken, per genre, bevinden zich hymnen, sequentiae, responsories (waaronder een processie-antifoon), een alleluia, chansons, dansen (een notula en een rondeau), een pastourelle en een polyfoon motet. Van zijn contrafacta kunnen zijn modellen worden geclassificeerd als ofwel algemeen verkrijgbaar—zoals in de liederen van koning Theobald I van Navarra en hertog Hendrik III van Brabant, en de sequentia Letabundus—of van lokale herkomst en populariteit, zoals in twee gezangen voor de heiligen Petrus en Elisabeth.
- International Standard Name Identifier: 0000 0000 8002 0327
- Library of Congress Control Number: no2006080436
- Nederlandse Thesaurus van Auteursnamen: 141459220
- Système universitaire de documentation: 121009777
- Virtual International Authority File: 71149198
- WorldCat: E39PBJcgxKyvkQrWrpG384Fh73